# دایان ویست
دایان ویست (به انگلیسی: Dianne Wiest) (۲۸ مارس ۱۹۴۸) بازیگر برجسته آمریکایی  و برنده ۲ اسکار، ۲ جایزه امی و یک جایزه گلدن گلوب بوده‌است.

## جوایز
او تا به حال کار موفقی روی صحنه، در تلویزیون و فیلم داشته و برنده ۲ اسکار، ۲ جایزه امی و یک جایزه گلدن گلوب بوده‌است. ویست برای جایزه بفتا نیز نامزد شده‌است.

## گزیده فیلم‌شناسی
فهرست برخی از فیلم‌هایی که دایان ویست در آنها به ایفای نقش پرداخته‌است:
- روز استقلال
- عاشق شدن
- رز ارغوانی قاهره
- هانا و خواهرانش
- روزگار رادیو
- سپتامبر
- پسران گمشده
- پدر و مادری
- کلوچه
- ادوارد دست‌قیچی
- کوچک‌مردی به نام تیت
- گلوله‌ها بر فراز برادوی
- الکلی‌ها
- نجواگر اسب
- ربات‌ها
- من سم هستم
- جادوی عملی
- قفس پرنده
- دن در زندگی واقعی
- سال بزرگ
- لانه خرگوش
- سرنشینان
- تحقیر
- خواهران
- زندگی عجیب تیموتی گرین
- آزاد
- پیشاهنگ
- خشم
- نوبت من است
- فداکاری
- چراغ‌های روشن، شهر بزرگ